# Kafr asch-Schaich
Kafr asch-Schaich (arabisch كفر الشيخ, DMG Kafr al-Šayḫ, ägyptisch-arabisch Kafr El Sheikh) ist die Hauptstadt des gleichnamigen Gouvernements in Ägypten und liegt zentral im Nildelta. Die Stadt liegt 134 km nördlich von Kairo und hat eine Bevölkerung von 147.380 Einwohnern (2006).
Vier Kilometer südlich der Stadt liegt der Ort Sacha, an dessen Stelle sich einst das antike Xois befand.

## Infrastruktur
Die Stadt Kafr asch-Schaich hat eine von knapp 30000 Studentinnen und Studenten besuchte moderne Universität, die Anfang November 2018 vom Minister für Höhere Bildung und Forschung als beste Universität Ägyptens ausgezeichnet wurde.
Der Nil ist in Kafr asch-Schaich stark verschmutzt und enthält Chemikalien, was vor allem die Existenz der Kleinbauern bedroht. Eine Bürgerinitiative hat Geld gesammelt und etwa um 2017 Land für den Bau einer Wasseraufbereitungsanlage gekauft. Versprochene staatliche Gelder für deren Errichtung wurden jedoch bis Ende 2024 nicht freigegeben.

## Söhne und Töchter der Stadt
- Hamdin Sabahi (* 1954), Politiker
- Mohammed Atta (1968–2001), Attentäter des 11. September 2001
- Mahmoud El-Bana (* 1981), Fußballschiedsrichter
- Mamdouh Elssbiay (* 1984), zweifacher Mr. Olympia
- Ahmed Gomaa (* 1988), Fußballspieler
- Omar Assar (* 1991), Tischtennisspieler
- Trezeguet (* 1994), Fußballspieler